# 日本における世界陸上競技選手権大会の報道
本項では、日本における世界陸上競技選手権大会の放送・報道について説明する。
日本のテレビ局は世界陸上競技選手権大会に通称を用いており、日本テレビは「世界陸上」、TBSは世界陸上に加えて「世陸」と呼んで放送を行った。1983年第1回ヘルシンキ大会の放送はテレビ朝日系列局が実施、1987年第2回ローマ大会から第5回イェーテボリ大会までの放送を日本テレビ系列局が実施した。1997年第6回アテネ大会以降2017年第16回ロンドン大会時点までの放送はTBS系列局が実施した。TBSは1997年よりIAAFオフィシャルブロードキャスターである。またNHKは1991年第3回東京大会の日本国内衛星放送についてのみ実施し、日本テレビ制作の国際映像を使用した。フジテレビ系列局とテレビ東京系列局での放送実績はない。

## テレビ各局による放送・報道

### テレビ朝日系
テレビ朝日系列局は1983年ヘルシンキ大会のみを放送した。土曜・日曜放送時には『ビッグスポーツ』『土曜ワイド劇場』『日曜洋画劇場』の枠を使った。平日放送時には22時まで通常放送をした後に『熱闘甲子園』『ANNニュースファイナル』を放送し、22:40から放送するという形を取っていた。同大会開催当時はテレビ朝日系列と日本テレビ系列のクロスネット局だったテレビ信州においては深夜に放送された。
世界陸上誕生の経緯がモスクワ五輪の西側ボイコットであることから、モスクワ五輪の中継権を独占したテレビ朝日がこの回の放映権を優先的に獲得したとみられる。

### 日本テレビ系
日本テレビ系列局は1987年ローマ大会から1995年イェーテボリ大会までの3つの大会を放送した。1991年東京大会が開催された時には、『世界陸上東京大会』の番組名で放送を行った。
毎年恒例の『24時間テレビ』の放送時期を7月に前倒して行った。また、ホストブロードキャストとして大会の国際映像の制作も行った。このため、同大会では日本国内向けと国際映像の2種類の映像が制作された。TBSテレビが2007年大阪大会の開催時に使用した1991年東京大会の映像は、日本テレビ系による英語版の国際映像である。1993年シュトゥットガルト大会の開催時には『24時間テレビ』を予定通り放送し、深夜の時間帯に同枠内にて放送を実施した（同年8月15日に行われた女子マラソンについては生で中継）。ほか、同系列では1991年東京大会の開催に合わせて、1990年10月1日から1991年9月27日まで大会関連ミニ番組『'91世界陸上への道』が、『EXテレビ』放送終了直後の火曜 - 土曜 0時50分 - 0時55分（月曜深夜 - 金曜深夜）に放送されていた。この余波で、『11PM』時代からこのワイド枠を系列他局より5分長く放送していた中京テレビが、0時51分までとせざるを得なくなった。
91年東京大会では、プロ野球・読売ジャイアンツ元監督の長嶋茂雄やタレントの宮沢りえがキャスター・レポーターを務めた。

### 日本放送協会
NHKは1991年東京大会のみを放送した。衛星第1テレビで主な種目の録画中継を行った。解説・実況はNHK独自のものだったが、映像は日本テレビ制作の国際映像を使用していた。また、ここで放送された音声・映像はNHKのニュースでも使用された。

### TBS系
TBS系列局は1997年アテネ大会から放送。番組メインキャスターの織田裕二と中井美穂は1997年アテネ大会から2022年オレゴン大会までの13大会すべてに出演した。これまでは織田が各選手に対して熱い激励を送り、中井が番組進行を担当する役割分担となっていた。
織田と中井は2005年ヘルシンキ大会までは東京のスタジオから進行していたが、2007年大阪大会から2019年ドーハ大会までは現地の競技場スタンド内に特設スタジオを設け、そこから進行していた。2022年オレゴン大会では再び東京から進行していた。
2007年に大阪の大会開催が決定したことを受けて、2001年エドモントン大会と2003年パリ大会では大阪にあるTBS系列局の毎日放送から馬野雅行ら同局のアナウンサー2人が現地に実況アナウンサーとして派遣され、2005年ヘルシンキ大会においても同局のアナウンサー近藤亨が現地に派遣された。2007年大阪大会の中継は、TBSテレビと毎日放送の共同制作にて放送された。ただし、メイン制作および著作権 = キーステーションとしての権利を持っていたのはTBSテレビであり、毎日放送とJNN系列26局は制作協力という形だった。
2001年エドモントン大会からは同系列BS放送のBS-TBSでも時差録画中継を実施し、2007年大阪大会ではBS-TBS独自制作でフィールド競技を中心に放送、CS放送のTBSチャンネルでも時差放送（2日から6日遅れで放送）を実施した。なお、2011年大邱大会はBS-TBSでは時差録画中継に加え、午前中の競技の生中継、大会期間中は23:00から1時間のデイリーハイライトを放送。TBSチャンネルでもCS放送としては初の生中継をフィールド競技を中心に行なう（一部録画中継もあり）。また、女子マラソンについてはTBSラジオでも放送を実施しており、2007年大阪大会では毎日放送が運営するMBSラジオでも放送された。また、ホストブロードキャストとして大会の国際映像の制作も行い、マラソンの国際映像では海外の放送局から高評価を受けた。海外のマラソン中継はバイク中継のみの場合が多いが、日本のマラソン・駅伝中継では定番となっている中継車・中継バイクの映像を組み合わせたスタイルと、多数の電波中継ポイントを使用して映像の乱れがない国際映像を実現したことが高評価となった。しかし、以前はタイムテーブルで決定している競技開始予定時間を明かさず、注目選手の参加種目の中継においては実際の競技開始予定時刻ではないにもかかわらず、早い時間帯から「間もなく登場です」と繰り返しテロップやアナウンスすることが多かった（最大3 - 4時間も前から「まもなく登場」と連呼したことがある）。2007年大阪大会・2011年大邱大会・2015年北京大会を除いて時差の関係から深夜での放送だったため、視聴者から批判や苦情が寄せられるなどの問題点もある。2009年ベルリン大会では批判・苦情の考慮や後述の影響などで「今夜登場」とややトーンダウンしているが、いつ始まるかは触れられていない。現在は中継冒頭や競技間でタイムテーブルを紹介、公式サイトや番組表にも掲載されるなど、こうした演出に関しては改善されている。
一般的には使用されていない番組独自のニックネームやキャッチコピーで選手を紹介することが多く、中でも選手の私生活や容姿についてなど、競技とは無関係のものに関しては不信感を顕にする競技関係者もあり、また視聴者からの疑問や批判の声もインターネット上やTBS以外のマスメディアでの評論記事・読者投稿などで挙がっていた。2009年のベルリン大会ではTBSが日本陸連から選手のキャッチコピーを撤廃するよう通達を受けていたことが明らかにされた。
TBS系列になってからは開会式・閉会式の中継は行われていない（1997年アテネ大会と2007年大阪大会の開会式は中継）。競歩種目の中継は1997年アテネ大会から2005年ヘルシンキ大会までは実施されず、2007年大阪大会でTBSとしては初の中継を行ない、2011年のテグ大会以降は継続して地上波で中継されている。
2009年のベルリン大会期間中に、TBSが2019年の「世界陸上」を含むIAAF主催大会の日本での放送権を獲得したことが明らかになった。2010年にはBS-TBSで『世界陸上 ザ・ベスト』と題して2003年大会から2009年大会までの過去4大会のダイジェスト2時間番組を放送した。
オリンピックやFIFAワールドカップがNHK・民放共同の放送機構（ジャパンコンソーシアム）が中継するのとは異なり、一系列局独占中継の体制を採っている性質上、制作局では地上波・BS・CSと連携し特集を組むなどして大会を盛り上げるが、中継を行なわないTBSニュースバードや系列外の放送局（NHKも含む）ではニュース番組のスポーツコーナーで競技結果を伝えるに留まっている。ただし、一部のCS放送局や海外向け国際放送NHKワールドでは放送権の都合上放送されず、かぶせ放送や部分カットもしくは中継音源のない静止画像のみとなる。
提供クレジットは下面表示で2005年のヘルシンキ大会より60秒以上の提供社の一部を除きカラーテロップ表記している。
番組のテーマソングは、2005年のヘルシンキ大会から2022年のオレゴン大会までの9大会連続で織田裕二の『All my treasures』。江藤・石井がメインキャスターに就任した2023年からは星野源の『生命体』が使用されている。2015年以降、決勝の選手紹介で使用する音楽は服部隆之の『勇者の鼓動』。

#### 2013 モスクワ
2013年モスクワ大会の地上波中継は、前回のテグ大会と同様に一部を除いて2部体制の放送となる。また期間中は『NEWS23』などのレギュラー番組の大半が休止となった。BS-TBSは前日に行われた種目を3時間枠のダイジェストで録画放送（ただし、8月15日のみ諏訪湖祭湖上花火大会の生中継による編成上の都合からダイジェスト放送は行われなかった）、CSのTBSチャンネル2では男子十種競技・フィールドで行われる跳躍競技を生放送（無料放送）。また今大会の初の試みとしてTBSのサイト上でウォームアップエリアの様子をUstream形式でLIVE配信された。
メインキャスターは、1997年から続き織田裕二と中井美穂のコンビが務め、メインキャスター以外には、スペシャルキャスターの高橋尚子、アスリートコメンテーターの為末大、千葉真子、室伏由佳、フィールドリポーターの小谷実可子、インタビュアーの安藤あや菜が出演する。為末大は、同番組のSNSプロデューサーも務める。

#### 2022 オレゴン
13大会・25年間務めてきた織田・中井コンビのメインキャスター卒業が大会前に発表された。
今大会は新型コロナの影響を考慮して競技場に特設スタジオを設けず、織田・中井コンビはTBSのスタジオから、スペシャルキャスターの高橋尚子、フィールドリポーターの小谷実可子、アスリート解説の大迫傑、インタビュアーの石井大裕らはオレゴンから中継した。
地上波での大会生中継はマラソン・競歩を除き、午前中から昼頃にかけて集中しており、『ラヴィット!』や『ひるおび』、『王様のブランチ』などの午前中の帯番組が休止や短縮となった。
デイリーハイライトはBS-TBSでは夕方から夜に最大3時間、地上波では深夜に1時間放送される。
また、大会に先立ち、2021年2月に『TBS陸上ちゃんねる』というYouTubeチャンネルを開設。過去の世界陸上のアーカイブや国内の世界陸上選考大会などのハイライト映像などを投稿している。また、大会中は地上波で中継されない競技のライブ配信やハイライトを投稿している。

#### 2023 ブダペスト
TBSテレビは、織田・中井に代わる総合司会に江藤愛、石井大裕両アナを起用することを発表。両アナは、杭州2022アジア大会も総合司会が決定している。